# Kyčelní kost
Kyčelní kost (latinsky: os ilium) je párová kost v lidském těle, která je největší částí pánevní kosti. Rozlišuje se kyčelní kost levá a pravá v závislosti na poloze v pánvi.

## Stavba kosti
Na kyčelní kosti se dá rozlišit několik základních ploch. Tělo kosti je tvořeno centrální částí, která je přivrácená k jamce kyčelního kloubu. V horní části kosti se tělo rozšiřuje v plochou lopatu kyčelní kosti (ala ossis ilium).

## Zlomeniny kyčelní kosti
Zlomeniny kyčelní kosti se, dle závažnosti, léčí konzervativně nebo chirurgicky pomocí zevní fixace nebo vnitřní fixace. Diagnóza zlomeniny je hlavně radiologická.